# 專上學生資助計劃
專上學生資助計劃（英語：Financial Assistance Scheme for Post-secondary Students），簡稱FASP，又常被稱為Grant Loan，是香港納稅人為正在就讀已獲政府評審的自資全日制學士學位課程、副學士課程、高級文憑課程，而又有經濟需要的學生提供資助的計劃，以免他們因為經濟問題而失學，此計劃由學生資助辦事處處理。

## 申請資格
1. 正在就讀已獲政府評審的自資全日制學士學位課程、副學士課程、高級文憑課程（受大學教育資助委員會資助的學位除外）
2. 須要通過入息和資產審查
3. 年齡為30歲或以下
4. 同一課程未受其他公帑資助計劃的資助（例如持續進修基金）

## 資助模式
按照不同學生的入息和資產值，各人獲得的資助額都不同，而資助模式主要有3種。

### 助學金
助學金（Grant）用作支付學費，最多為學費總額，但有上限，並會每年調整。
而清貧學生（獲得全數或接近全數資助的學生）可獲得數千元的學習支出。

### 低息貸款
低息貸款（Loan）用作應付生活開支，息率為1% p.a.，利息由畢業後才開始計算。

### 車船津貼
供居住地點距離上學地點步程超過10分鐘而需要乘搭公共交通工具的學生申請。

## 外部連結
- 專上學生資助計劃 FASP （页面存档备份，存于）